# Robert Carsen
Robert Carsen  (Torontó, 1954. június 23. –) egy kanadai operarendező, Walter Carsen filantróp fia. A Kanada Rend tagja.

## Első lépések a rendezés felé
„Nagyon korán a színház megszállottja lettem” állítja Carsen, színész akart lenni. Azt mondja, hogy az Upper Canada Collegenál benne volt az összes színdarabban és musicalben, amiben csak részt tudott venni. „Mivel fiúiskola volt, ezért akkoriban fiúk játszották a férfi és a női szerepeket is. Tehát játszottam Katishát A mikádóban és Archibald Grosvenort, amikor a Patiencet csináltuk.” Ezt követően a torontói York Szövetségi Egyetemen folytatott színházi tanulmányokat, de 20 éves koráig abbahagyta, és Angliába költözött, hogy színészetet tanuljon. Két évig a Bristol Old Vic Theatre School  tagja volt, amely alatt érdekelni kezdte a rendezés:
az egyik tanára azt mondta, hogy úgy gondolja, hogy Carsenhez illik a rendezői szerep. "Eleinte azt hittem, hogy meg akarja mondani, hogy szörnyű színész vagyok, de valójában azt mondta:" Azt hiszem, valójában, inkább rendező vagy - az alapján, hogy hogyan működik az agyad, és hogyan járulsz hozzá ahhoz, amit mindenki más csinál .” Ez elgondolkodtatott. " 
Misha Aster azonban megjegyzi, hogy:
soha nem játszott az operában való munka gondolatával, amíg 1980-ban be nem töltött egy (fizetetlen) rendezői asszisztensi állást az olaszországi Spoleto Fesztiválon (valamint a londoni Királyi Operaházban). Ez hosszabb távú kapcsolatokhoz vezetett a Glyndebourne Festival Opera-val, egy tekintélyes nyári operafesztivállal Sussexben, ahol Carsen segített a nap számos fontos brit és amerikai opera rendezőinek.

## Pályafutásának kezdete
Amikor Carsen 25 éves volt, a Canadian Opera Company (COC) akkori igazgatója, Lotfi Mansouri meghívta őt rendezői asszisztensnek a Trisztán és Izolda rendezéséhez. Ezután két operát rendezett az Ontario-i Guelph Tavaszi Fesztiválon: Peter Maxwell Davies Világítótoronyát és Benjamin Britten A tékozló fiú c. operáját.
Carsen 1987-ben dolgozni kezdett a Grand Théâtre de Genève-ben.

## Kiemelkedő pillanatok a karrierjében
Ezt követően, Carsen megrendezte Richard Wagner Der Ring des Nibelungen c. operáját Kölnben, a Metropolitan Opera-ban az Anyegint, Bregenziben A trubadúrt, Richard Strauss Capriccioját, Handel Alcina c. operáját és a Rusalkát a Bastille Operában Renée Fleminggel, a Varázsfuvolát Baden-Badenben, a Traviatát a Teatro La Feniceben, a Mefistofelét a San Francisco Opera-ban és A rózsalovagot a Salzburgi Ünnepi Játékokon.
Hét Puccini-operát rendezett Belgiumban és Verdi Shakespeare-i trilógiáját ( Macbeth, Falstaff és Otello ) Németországban.
Továbbá Carsen megrendezte az Alkony sugárútat és A katona történetét Sting, Vanessa Redgrave és Ian McKellen közreműködésével.

## Legutóbbi eredmények
Legutóbbi rendezése Verdi Falstaffja volt . Az öt társulat, amelyik részt vesz a koprodukcióban az a milánói La Scala, a londoni Királyi Operaház (ahol mindkét társulat előadásokat tartott a 2012/13-as évadban). a Canadian Opera Company, a Holland Opera és a New York-i Metropolitan Opera. A 2013-as decemberi rendezés a Metben nagy elismerést kapott.

## Kitüntetések
1996-ban Carsen elnyerte a Francia Köztársasági Becsületrend lovagi címét. 2006-ban kinevezték a Kanada Rend tisztének .